# Mount Dryfoose
Mount Dryfoose ist ein über 1600 m hoher Berg in Form eines Gebirgskamms in der antarktischen Ross Dependency. Er ragt 5 km nördlich des Mount Daniel aus einem Gebirgskamm des südlichen Teils der Lillie Range auf, der sich nordöstlicher Richtung erstreckt.
Mitglieder einer Mannschaft zur Erkundung des Ross-Schelfeises (1957–1958) unter der Leitung des US-amerikanischen Geophysikers Albert P. Crary (1911–1987) entdeckten ihn. Crary benannte den Berg nach Leutnant Earl D. Dryfoose Jr. (* 1929), Pilot der Flugstaffel VX-6 der United States Navy bei mehreren Deep Freeze Operationen.